# Diocese de Senigallia
A Diocese de Senigallia (em latim: Diœcesis Senogalliensis) é uma circunscrição eclesiástica da Igreja Católica situada em Senigália, Itália. Seu atual bispo é Francesco Manenti. Sua Sé é a Catedral de São Pedro Apóstolo de Senigália.
Possui 57 paróquias distribuídas por 4 vigararias e servidas por 75 padres, contando com 128.500 habitantes, com 93% da população jurisdicionada batizada.

## História
A diocese de Senigallia provavelmente remonta ao século V e inicialmente incluía o território da cidade romana de Sena Gallica e a era circundante. O primeiro bispo historicamente documentado é Venanzio, que participou do Sínodo de Roma celebrado em novembro de 502 sob o Papa Símaco. No mesmo sínodo, havia também Martiniano, bispo da diocese vizinha de Ostra, que se estendia até o vale do meio do Rio Misa. Esta diocese foi posteriormente incorporada à de Senigallia, provavelmente em correspondência com o abandono da cidade romana de Ostra, por volta de meados do século VI.
Segundo a tradição, as relíquias de Gaudenzio, mártir e bispo de Rimini, chegaram milagrosamente a Senigallia por mar na época do suposto bispo Sigismondo (final do século VI), para o qual a rainha Teodolinda construiria uma basílica dedicada a ele.
Há pouca informação sobre a diocese e os bispos do século VI ao X. Os nomes de cerca de quinze bispos para esse período são conhecidos, muitos dos quais participaram dos concílios celebrados em Roma pelos papas, desde Mauro, que estava entre os padres que compareceram ao concílio de Latrão em 649, até Atone I, documentado em várias ocasiões de 968 a 996.
Também são conhecidas várias abadias beneditinas, que se deterioraram e desapareceram após o ano 1000. Entre estes, a mais antiga é a abadia de San Gaudenzio, que levou o nome do santo identificado com o bispo de Rimini. O único sobrevivente é a Abadia de Santa Maria em Castagnola de Chiaravalle, perto da cidade romana de Sestia, que em 1147 passou para os monges cistercienses e se juntou à diocese em 31 de agosto de 1771.
Em 1057, o Papa Vítor II, a fim de superar a pobreza do bispo de Fossombrone, destacou a massa de Sorbetolo da diocese de Senigallia e a atribuiu à cantina do bispo de Fossombrone com todos os direitos: assim Loretello, Nidastore, Montesecco, San Pietro e Palazzo fizeram parte integrante da diocese de Fossombrone.
Ao bispo Benno e seus sucessores, o Papa Honório III, com a bula In eminenti de 29 de maio de 1223, concedeu e confirmou todos os privilégios e posses da cantina episcopal de Senigallia. Além de indicar as paróquias e as fronteiras da diocese, a bula relata que na época a catedral era dedicada a São João Batista. Mais tarde, após a destruição da cidade pelos sarracenos em 1264, a catedral foi erguida em homenagem a São Paulino, consagrada pelo bispo Filippo em 4 de maio de 1271.
No século XIV, o bispo Giovanni d'Ancona, devido à decadência de Senigália, solicitou e obteve a transferência da sé episcopal para Corinaldo.
Em 1563, a diocese, até então imediatamente sujeita à Santa Sé, tornou-se parte da província eclesiástica da arquidiocese de Urbino.
A diocese foi uma das primeiras na Itália a estabelecer o seminário episcopal, obrigatório pelo Concílio de Trento em 1563. A data exata de sua instituição é desconhecida, mas sua existência é certamente documentada em 1578. Inicialmente, estava localizado no palácio episcopal de Senigallia. Em meados do século XVII, alguns edifícios pertencentes à diocese foram adaptados para sediar o seminário, até que o novo seminário foi construído e concluído em 1731.
A atual catedral, a quinta da diocese, foi encomendada pelo cardeal Bernardino Honorati; as obras, iniciadas em 1762, foram concluídas em 1790; a igreja foi consagrada com o título de São Pedro Apóstolo em 4 de julho de 1790. A fachada foi refeita em 1877 e financiada pelo Papa Pio IX, originário de Senigália.
Em 1984, as paróquias de Caudino e Costa, aldeias de Arcevia, foram destacadas da diocese de Senigallia, para a diocese de Nocera Umbra e Gualdo Tadino.
Em 11 de março de 2000, a diocese foi destacada da província eclesiástica da Arquidiocese de Urbino-Urbania-Sant'Angelo em Vado, e passou a ser sufragânea da sé metropolitana de Ancona-Osimo.

## Prelados
- Venanzio † (mencionado em 502)
- Bonifacio ? † (mencionado em 567)[7]
- Sigismondo ? † (mencionado em 590)[7]
- Mauro † (mencionado em 649)
- Anastasio † (mencionado em 761)
- Giorgio † (mencionado em 769)
- And. (Andreano ou Andrea) † (época incerta)[8]
- Paolino † (mencionado em 826)
- Samuele † (mencionado em 853)
- Articario † (mencionado em 861)
- Pietro † (antes de 869 - depois de 877)[9]
- Severo † (mencionado em 882 cerca)
- Oirano † (mencionado em 885)
- Benvenuto † (mencionado em 887 cerca)
- Giacomo I † (mencionado em 897 cerca)
- Baldovino † (mencionado em 950 cerca)
- Attone I † (antes de 968 - depois de 996)[10]
- Adalberto † (antes de 1028 - depois de 1036)[10]
- Roberto † (mencionado em 1053)[10]
- Teodosio † (mencionado em 1059)[10]
- Winichildo (ou Unichildo, Guinieldo e Guinihido) † (antes de 1065 - depois de 1069)[10]
- Guglielmo † (mencionado em 1070)[10]
- Teberto † (mencionado em 1103)[11]
- Attone II † (mencionado em 1115/1116)[10]
- Trasmondo I † (antes de 1137 - depois de 1154)[11]
- Giacomo II † (antes de 1178 - depois de 1179)[11]
- Anonimo † (mencionado em 1184)[12]
- Alemanno (Alimanno) † (antes de 1188 - depois de 1193)
- Enrico † (antes de 1197 - depois de 1203)
- Trasmondo II † (mencionado em 1218)[13]
- Benno † (mencionado em 1223)
- Giacomo III † (antes de 1232 - depois de 1270)
- Filippo, O.E.S.A. † (mencionado em 1271)
- J. † (? - cerca 1279)
- Federico † (1284 - 1288)
- Sigismondo ou Trasmondo † (1288 - 1291)
- Teodino † (1291 - 1294)
- Francesco, O.F.M. † (1294 - 1295)
- Francesco II † (1295 - 1297 ?)
- Uguccione, O.P. † (1297 - depois de 1305)
- Giovanni † (1307 - 1308)
- Grazia † (1308 - 1318)
- Francesco Silvestri † (1318 - 1321)
- Ugolino, O.P. † (1321 - 1323)
- Federico † (1323 - 1328)
- Giovanni d'Ancona, O.F.M. † (1328 - 1349)
- Ugolino Federicucci † (1349 - 1357)
- Giovanni Pananeo o di Sabaudia, O.F.M. † (1357 - 1368)
- Cristoforo, O.E.S.A. † (1368 - 1369)
- Ridolfo da Castello, O.E.S.A. † (1370 - 1375)
- Pietro Amely, O.E.S.A. † (1375 - 1386)
- Giovanni Firmoni † (1388 - 1394)
- Giovanni Faitani † (1394 - 1411 ou 1412)
  - Lorenzo de' Ricci † (1412 - 1419) (pseudobispo)
- Giovanni † (1411 ou 1412 - ?)
- Angelo † (?)
- Simone de' Vigilanti, O.E.S.A. † (1419 - 1428) [14]
- Francesco Mellini, O.E.S.A. † (1428 - 1431)
- Bartolomeo Vignati † (1431 - 1438 ou 1446 ?)
- Antonio Colombella, O.E.S.A. † (1447 - 1466)
- Cristoforo di Bianprate, O.S.M. † (1466 - 1474)
- Marco Vigerio della Rovere, O.F.M.Conv. † (1476 - 1513)
- Marco Quinto Vigerio della Rovere † (1513 - 1560)
- Urbano Vigerio della Rovere † (1560 - 1570)
- Girolamo Rusticucci † (1570 - 1577)
- Francesco Maria Enrici † (1577 - 1590)
- Pietro Ridolfi, O.F.M.Conv. † (1591 - 1601)
- Antaldo degli Antaldi † (1601 - 1625)
- Antonio Barberini, O.F.M.Cap. † (1625 - 1628)
- Lorenzo Campeggi † (1628 - 1639)
- Cesare Facchinetti † (1643 - 1655)
- Francesco Cherubini † (1655 - 1656)
- Nicolò Guidi di Bagno † (1658 - 1659)
- Claudio Marazzani † (1659 - 1682)
- Ranuccio Baschi † (1682 - 1684)
- Muzio Dandini † (1686 - 1712)
- Giandomenico Paracciani † (1714 - 1717)
- Lodovico Pico della Mirandola † (1717 - 1724)
- Bartolomeo Castelli † (1724 - 1733)
- Rizzardo Isolani † (1734 - 1742)
- Niccolò Mancinforte † (1742 - 1746)
- Ippolito Rossi di San Secondo † (1746 - 1775 ou 1776)
- Bernardino Honorati † (1777 - 1807 deceduto)
- Giulio Gabrielli † (1808 - 1816)
- Annibale della Genga † (1816)
- Fabrizio Sceberras Testaferrata † (1818 - 1843)
- Antonio Maria Cagiano de Azevedo † (1844 - 1848)
  - Sede vacante (1848-1851)
- Domenico Lucciardi † (1851 - 1864)
  - Sede vacante (1864-1867)
- Giuseppe Aggarbati, O.S.A. † (1867 - 1879)
- Francesco Latoni † (1879 - 1880)
- Ignazio Bartoli † (1880 - 1895)
- Giulio Boschi † (1895 - 1900)
- Tito Maria Cucchi † (1900 - 1938)
- Umberto Ravetta † (1938 - 1965)
  - Sede vacante (1965-1971)
- Odo Fusi Pecci † (1971 - 1997)
- Giuseppe Orlandoni (1997 - 2015)
- Francesco Manenti (desde 2015)